# إيران شناسي
إيران شناسي تُكتب أيضًا باسم "إيرانشيناسي" هي مجلة أكاديمية للدراسات الإيرانية. رئيس التحرير هو المؤسس جلال ماتيني. تصدر المجلة باللغة الفارسية (مع ملخصات باللغة الإنجليزية) وتغطي التاريخ الإيراني والثقافة الفارسية والأدب الفارسي. إن أغلب مكتبات الأبحاث في العالم التي لديها برنامج للدراسات الشرق أوسطية أو الإيرانية هي من المشتركين وهي تعتبر واحدة من المجلات الأكثر موثوقية في مجال ثقافة إيران والأدب الفارسي.
وقد خصصت مجلة إيرانشناسي في بعض الأحيان عددًا كاملًا لإحياء ذكرى العلماء والفنانين. قضايا خاصة حول براويز ناتل [الإنجليزية]،  ذبيح الله صفا، الفردوسي، نظامي كنجوي، مهردار بهار [الإنجليزية]،  وريتشارد إن فراي وغيرهم.
بدأ إصدار مجلة فصلية في الدراسات الإيرانية (سُميت إيرانولوجي) في عام 1368 م، لتحل محل مجلة فصلية في دراسات إيران نامه، التي كانت تصدر قبل ذلك تحت إدارة الدكتور جلال متيني. صدرت مجلة إيرانولوجي حتى منتصف العام الثالث عشر (صيف 2013) بدعم مالي من مؤسسة كيان. ومنذ ذلك الحين، تم نشره دون أي تغيير في الشكل والمحتوى، مع إضافة عبارة "فترة جديدة".